# Prosactogaster subuliformis
Prosactogaster subuliformis är en stekelart som beskrevs av Jean-Jacques Kieffer 1926. Prosactogaster subuliformis ingår i släktet Prosactogaster och familjen gallmyggesteklar. Arten är reproducerande i Sverige. Inga underarter finns listade i Catalogue of Life.